# Lac Saint-Louis (Saint-Zénon)
Pour les articles homonymes, voir Saint-Louis.
Le lac Saint-Louis est un plan d'eau douce de la municipalité de Saint-Zénon, dans la municipalité régionale de comté (MRC) de Matawinie, dans la région administrative de Lanaudière, au Québec, au Canada.
Le lac Saint-Louis est situé du côté Est du village de Saint-Zénon et à 2,7 km à l'ouest de la limite de la Réserve faunique Mastigouche. La villégiature est développée autour du lac Saint-Louis. Une route fait le tour du lac desservant les nombreux chalets. Tandis que la route 131 reliant Saint-Michel-des-Saints et Sainte-Émélie-de-l'Énergie passe du côté ouest du lac. La surface du lac est généralement gelée de la mi-novembre à avril ; néanmoins, la période de circulation sécuritaire sur la glace est de la mi-décembre à la fin mars.

## Géographie
Les bassins versants voisins du lac Saint-Louis sont :
- côté nord-est : le ruisseau du Pin Rouge, un affluent de la rivière Sauvage ;
- côté sud : la Rivière Noire ;
- côté ouest : la rivière Sauvage.

Le lac Saint-Louis reçoit les eaux :
- du côté est : la décharge du lac Saint-Pierre (altitude : 513 m), Chabot (altitude : 516 m) et Lefebvre (altitude : 543 m) ;
- du côté nord : deux décharges de lacs sans nom ;
- du côté sud : la décharge du lac Pigeon, lequel reçoit du côté ouest les eaux du Deuxième lac Rondeau (altitude : 563 m) et du Premier lac Rondeau (altitude : 514 m) ; et du côté nord-est des lacs : Suisse (altitude : 504 m), du notaire (altitude : 503 m), "à Lilile" (altitude : 497 m), Bernard (altitude : 502 m) et un autre lac sans nom (altitude : 503 m).

Le côté est du lac comporte une montagne dont le sommet culmine à 639 m. Un autre sommet de montagne atteint 582 m au sud-est du lac. Un troisième sommet culminant à 565 m est situé au sud-ouest du lac.
Les eaux de la décharge du lac Saint-Louis s'écoulent vers l'ouest, puis vers le nord-ouest, sur 2,6 km en traversant la partie sud du village, pour aller se déverser dans la rivière Sauvage. De là, cette dernière coule vers le nord sur 21,0 km pour se déverser sur la rive sud d'une des baies du Réservoir Taureau.

## Toponymie
Le toponyme "lac Saint-Louis" a été officialisé le 5 décembre 1968 à la Banque des noms de lieux de la Commission de toponymie du Québec.